# Иван Купала
Ива́н Купа́ла (Ива́нов день, Ива́нщина, Ивана Купалы, Купала) — народный праздник восточных славян, отмечаемый летом и посвящённый, по мнению исследователей, летнему солнцестоянию и наивысшему расцвету природы. По времени и названию совпадает с христианским праздником Рождества Иоанна Предтечи, от которого и берёт своё название: имя Иоанна — Креститель, с греческого буквально переводится купатель, погружатель в воду. Отмечается 7 июля (24 июня по старому стилю) или 24 июня. В календарном цикле симметричен Рождеству, с которым связывается в библейских и богослужебных, нравоучительных текстах. Иван Купала и Петров день некоторыми исследователями считаются единым праздником летнего цикла.
Ночь накануне праздника по своему ритуальному наполнению превосходит сам день Ивана Купалы.

## Другие названия
др.-рус. Кресъ; рус. Иванов день, Купала, Колосок, Ярилин день (яросл., твер.), Ярило (яросл., твер., нижегород.), Кокуй (новг.), Праздник летнего солнцеворота, Иван-травник, Иван добрый, любовный, цветной, чистоплотный, Ярилино гулянье; полес. Иван петров, Иван петровный; укр. Сонцекрес, Купайло, Купайлица, Копальний Іван, Варфоломій і Варвара; бел. Купалле, Ян Купальны, Іван Вядзьмацкі, Іван Калдунскі; русин. Лада.

## Происхождение названия
По мнению Н. М. Гальковского, «в купальском празднике соединилось два элемента: языческий и христианский». Точку зрения о дохристианских истоках праздника критикуют историк В. Я. Петрухин и этнограф А. Б. Страхов. По мнению этнографа В. К. Соколовой, «Купала» — название более позднее, появившееся у восточных славян, когда праздник был приурочен ко дню Иоанна Крестителя.
Дохристианское название праздника неизвестно. Название Иван Купала имеет народно-христианское происхождение и является славянским вариантом имени Иоанн Креститель, поскольку эпитет Иоанна переводится с греческого как «купатель, погружатель» (греч. βαπτιστής). Выбор именно глагола купать для перевода эпитета «креститель» был обусловлен и собственно славянскими представлениями: праслав. kǫpati обозначало ритуальное омовение, очищение, которое осуществлялось в открытых водоёмах.
В граффити № 78 в Софийском соборе Новгорода, датируемой концом XI — началом XII века, имеется надпись: «На Купалиѧ». В Ипатьевской летописи под 1262 годом имеется запись: «Литва же изъгнаша Єздовъ на каноунъ и Иванѧ дн҃и . на самаѩ коупальѩ».
Божество «Купала», впервые упоминаемое в поздней черниговской Густынской летописи (XVII век), является плодом недоразумения: летописец, зная о «бесовских игрищах» на Ивана Купалу, принял название праздника за имя языческого бога. Впоследствии это недоразумение было повторено переписчиками, а затем и ранними исследователями славянской мифологии, в результате чего в славянском пантеоне появилось новое «божество». «Бесовские» имена начали тиражироваться в русской позднесредневековой книжности как имена «богов» под влиянием польской историографии. С. Токарев считал, что на деле же Купала божеством никогда не являлся и мог появиться в народных представлениях лишь как фольклорная персонификация праздника, отразившаяся, к примеру, в песнях.

## Обряды и поверья
В этот день было принято молиться святому Иоанну Крестителю при головной боли и за детей.
Ночь на Ивана Купалу заполнена обрядами, связанными с водой, огнём и травами. Основная часть купальских обрядов производится ночью. Считалось обязательным к празднику искупаться до захода солнца: на севере русские чаще в банях, а на юге — в реках и озёрах. Ближе к закату, на возвышенностях или у рек, разжигались костры. Порой огонь добывали древним способом — трением дерева о дерево. В отдельных местах Беларуси и на Волынском Полесье этот архаичный способ добывания огня к празднику сохранялся до начала XX века.
По мнению В. К. Соколовой, среди восточных славян в наиболее «архаичной» форме праздник сохранился у белорусов. Украинцы также сохранили основные древние элементы, но в XIX веке они видоизменялись и изменяли смысловое значение. Русскими же основные элементы купальских обрядов были или забыты, или перенесены на другие праздники (Троицу, Петров день). Белорусы в центре купальского костра ставили столб, на котором сверху крепилось колесо. Иногда на колесо клали конский череп, называемый «ви́дьма» и сбивали в огонь, где он и сгорал; после чего молодёжь веселилась, пела и плясала у костра. В Белоруссии по всем дворам собирали старые ненужные вещи и вывозили их на выбранное для торжества место (опушку, поляну, высокий берег реки), где они позже сжигались.
Купальские обряды описаны в псковском Послании игумена Памфила:

Зашумит город и возгремят в нем люди эти, охваченные беспутством, грехами постыдными, низким отступничеством от Бога — стучат бубны, поют сопели, гудят струны. Плескание и плясание, тайные знаки головой, непристойные крики и вопли из уст, самые непристойные песни — так угождают бесам жены и девы, и телом вихляют, и скачут, и выплясывают…
…выходят волхвы-мужи и жены-чародейки на луга и болота, в степи и дубравы, ища смертной травы и отравного приворотного зелья на пагубу людям и скоту; тогда же копают дикие коренья, чтобы приворожить и свести с ума мужчин.
Оригинальный текст (рус.)Въстучит бо град сей и возгремять в нем людие си безаконием и погибелью лютою, злым прелщением пред Богом; стучать бубны и глас сопѣлий, и гудут струны. Женам же и дѣвам плескание и плясание, и главам их накивание, устами их неприязненъ кличь и вопль, всескверненыя пѣсни, бесовская угодиа свершахуся, и хрептом ихъ вихляние и ногам ихъ скакание и топтание...
...исходят обавници мужи и жены чаровници по лугам и по болотамъ, в пусти же и в дубравы, ищуще смертныя травы и привѣта чревоотравнаго зелиа на пагубу человечеству и скотом; ту же и дивиа копают корениа на потворение и на безумие мужем.

Также упоминаются они в Густинской летописи (XVII век):

Сему Купалу… память совершают в навечеріе Рождества Иоанна Предтечи… сицевымъ образом: съ вечера собираются простая чадь, обоего полу, и соплетают себе венцы из ядомого зелія, или коренія, и препоясавшиеся быліемъ возгневаютъ огнъ, инде же поставляютъ зелёную ветвь, и емшеся за руце около обращаются окрестъ оного огня, поюще своя песни… Потом чрезъ оный огнь прескакуютъ…

В ночь на Ивана Купалу выбирались «суженые» и совершались брачные обряды: прыганье через костёр взявшись за руки, обмен венками (венок — символ девичества), поиски цветка папоротника и купание в утренней росе. В этот день «опахивались сельские дороги, чтобы „сваты скорее приезжали“, или прокладывали борозду к дому парня, чтобы он быстрее посватался».
В ряде мест украинских и белорусских традиций только после Купалы прекращали петь веснянки. У восточных и западных славян существовал запрет есть вишню до этого дня. У восточных славян считалось, что до Иванова дня женщинам не следует есть никаких ягод, иначе у них будут умирать малые дети.
Известен обычай публичного осуждения и осмеяния на Ивана Купалу (также в Юрьев день и на Троицу). Критике и осуждению подвергаются обычно жители своего или соседнего села, нарушавшие в течение прошедшего года общественные и нравственные нормы. Это общественное осуждение звучит в украинских и белорусских песнях, содержащих мотивы перебранки девушек и парней или жителей соседних сёл. Осуждение и насмешки высказываются публично и служат регулятором общественных отношений.
Известны украинские и малопольские поверья, отождествляющие светлячков с душами людей. Эти представления сближают светлячка с бабочкой, которая у болгар называется так же, как и светлячок: «вещица» — ночная бабочка, светлячок, определяющие их как ведьму.
По представлениям гуцулов после Купалы наступают «воробьиные ночи», когда часто гремят громы и вспыхивают молнии. Это дни, когда гуляют грозовые духи, посылая на землю молнии. «И тогда между тёмным небом и верхушками гор вырастают огненные деревья, соединяя небо и землю. И так будет аж до дня Ильи, старинного Громового праздника», после чего, как говорят «громы становятся не бойными».
А. Н. Веселовский, указывает о схожести славянских обычаев Иванова дня и греческих обычаев дня Ильи-пророка (Ильи Громовника).

### Обрядовая еда
К празднику Ивана Купала могла быть приурочена жертва первых плодов, созревших к этому времени.
В некоторых русских местностях варили «обетную кашу». На Ульянин день (22 июня) девушки собирались на беседу и толкли ячмень в ступе, сопровождая эту работу песнями. Утром, на Аграфену, из этого ячменя варили в складчину «обетную кашу». Днём этой кашей угощали нищих, а вечером она, сдобренная сливочным маслом, употреблялась всеми.
У белорусов угощение, приносимое из домов, употреблялось как отдельными группами, так и в складчину и состояло из творога (вареников), сыра, мучной каши (кулаги), пресных лепёшек (бабок) с толчёным конопляным семенем, луком, чесноком, кваса (холодника), яичницы на сале (верещаги). Белорусы устраивали обрядовый ужин возле костра. Еду в основном готовили женщины, а мужчины заботились о выпивке. В Белоруссии в XIX веке на праздник употреблялась водка, тогда как в соседнем Подляшье и в Карпатах — вино. В песнях сохранилось упоминание древних напитков этой ночи:
Да тебе, Купа́льночка, ўпущу,

Зелёным вином и прыйму,

Пшеничным пивом упою́,

А белым сыром накормлю.

### Вода
Обязательным обычаем этого дня было массовое купание. Считалось, что с этого дня из рек выходила вся нечисть, поэтому вплоть до Ильина дня можно было купаться без опасений. Кроме того, вода Иванова дня наделялась живительными и магическими свойствами.
В местах, где существовал запрет на купание в реках (из-за русалок), купались в «святых источниках». На Русском Севере накануне — в день Аграфены Купальницы топили бани, в которых мылись и парились, заваривая собранные в этот день травы. Вода, набранная из источников в день Ивана Купалы обладала чудодейственной и магической силой.
В этот праздник, по народным поверьям, вода может «дружить» с огнём. Символом такого соединения являлись костры, которые зажигались в ночь на Купалу по берегам рек. Кроме того, в купальскую ночь часто гадали при помощи венков, опущенных в реку: если венок поплывёт, это сулило счастье и долгую жизнь или замужество.
Русский книжник XVI века пытался объяснить название (Купальница) и целительную силу навечерия Иванова дня привязкой к ветхозаветной легенде о Товии. Как он пишет, именно в этот день Товий искупался в Тигре, где по совету архангела Рафаила обнаружил рыбу, с помощью внутренностей которой его отец исцелился от слепоты (Тов. 6:2-9).
В южных регионах европейской части России широко распространены ритуалы обливания. Отмечено использование слова «купать» в значении «обливать». Ритуальные обливания принимали различный характер, наиболее распространена форма игр в которых могут принимать участие как молодёжь, так и взрослые. В других случаях обливания проводились в поле, иногда с участием священников. Считалось что совершение таких обрядов способно вызвать дождь.

### Костёр
Главная особенность купальской ночи — очищающие костры. Молодёжь стаскивала со всего села огромное количество хвороста и устраивала высокую пирамиду, в центре которой возвышался шест, на него насаживали колесо, смоляную бочку, череп коня или коровы (полес.) и т. п. По мнению Т. А. Агапкиной и Л. Н. Виноградовой, символ высокого шеста, с установленным на нём колесом, в целом соотносился с универсальным образом мирового дерева.
Костры разжигали поздним вечером и жгли чаще всего до утра. В разных традициях имеются свидетельства о требовании разжигать купальский костёр непременно «живым огнём», добытым трением; кое-где огонь от этого костра несли домой и разводили новый огонь в очаге. К огню должны были выйти все женщины села, так как не пришедшая подозревалась в ведьмарстве. Вокруг костра водили хороводы, плясали, пели купальские песни, через него прыгали: кто удачнее и выше прыгнет, тот будет счастливее. Девушки прыгают через огонь, «чтобы очистить себя и предохранить от немочей, порчи, заговоров», и чтобы «русалки не нападали и не приходили в течение года». Девушку, не перепрыгнувшую через костёр, называли ведьмой (в.-слав., пол.); её обливали водой, хлестали крапивой, как не прошедшую «очищения» купальским огнём. В Киевской губернии девушка, потерявшая до свадьбы девственность, не имела права прыгать через костёр на Ивана Купалу, так как она тем самым осквернила бы его.
На Украине и в Белоруссии девушки и парни, взявшись за руки, прыгали попарно через огонь. Если во время прыжка их руки останутся вместе, то считали, что это явная примета их будущего брака; то же, если вслед им полетят искры. Для защиты от колдовства в Гомельской губернии парни на руках качали девушек над купальским костром. Молодёжь и дети прыгали через костры, устраивали шумные весёлые игры: бегали наперегонки и играли в горелки.
Помимо костров, в некоторых местах в Купальскую ночь поджигали колёса и смоляные бочки, которые затем скатывали с гор или носили на шестах, что совершенно очевидно связано с символикой солнцеворота.
У белорусов, галицких поляков и прикарпатских словаков купальские огни назывались Соботками — от зап.-слав. sobota «суббота (как день отдыха)».

### Песни
По мнению многих фольклористов, содержание купальских песен слабо связано с обрядовыми действиями и мифологическим смыслом праздника. Среди разножанровых текстов купальского цикла много лирических песен с любовной и семейной тематикой; шутливых припевок-перебранок между парнями и девушками; песен хороводных и игровых; баллад и т. п. Их принадлежность к купальским песням определяется специфическими («купальскими») типами напевов и приуроченностью к конкретному календарному периоду. В другое время исполнять такие песни было не принято.

### Венок
Купальский венок был обязательным атрибутом игрищ. Изготавливали его до праздника из диких трав и цветов. Обрядовое употребление купальского венка связано также с магическим осмыслением его формы, сближающей венок с другими круглыми и имеющими отверстия предметами (кольцом, обручем, калачом и т. п.). На этих признаках венка основаны обычаи доить или процеживать молоко сквозь него, пролезать и протаскивать что-либо через венок, смотреть, переливать, пить, умываться сквозь него.
Считалось, что каждое растение добавляет венку свои особые свойства, также символику добавляет способ его изготовлению — витьё, плетение. Для венка часто использовали: барвинок, базилик, герань, папоротник, розу, ежевику, ветки дуба и берёзы и др.
Во время праздника венок чаще всего уничтожали: бросали в воду, сжигали в костре, забрасывали на дерево или крышу дома, относили на кладбище и т. п. Иногда венок сохраняли, используя затем для лечения, защиты полей от градобития, а огороды от «червей».
В Полесье с рассветом Иванова дня, крестьянки выбирали из своей среды самую красивую девушку, обнажали её и опутывали с ног до головы гирляндами из цветов; затем отправлялись в лес, где «Дзевко-купало» (так называют избранную девушку) раздавала своим подругам заранее приготовленные венки. К раздаче она приступала с завязанными глазами — в то время, как вокруг неё девушки водили весёлый хоровод. По тому, какой венок кому достанется, гадали о своей будущей судьбе; свежий венок сулил богатую и счастливую жизнь замужем, а венок сухой, увядший — бедность и несчастливый брак: «счастья-доли не бачить ей, жить у недоли!».

### Купальское деревце
Для изготовления купальского деревца выбирали в зависимости от местности: молодую берёзку, вербу, клён, ель, либо срезали верхушку яблони. Девушки украшали его венками, полевыми цветами, фруктами, лентами, иногда свечами; затем выносили купайлу за село, втыкали в землю на поляне, и водили вокруг него хороводы, гуляли, пели. Позже к игрищам подключались парни: они делали вид, что пытаются похитить деревце или украшения с него, повалить его или поджечь, а девушки его защищали. В конце концов заканчивалось тем, что все вместе шли топить купайлу в реке или сжигать его в костре.
Для обряда деревце могли не рубить, а просто нарядить выбранное дерево, находящееся в удобном для хороводов месте. На Житомирщине в одном из сёл избирали для этого сухую сосну, растущую за селом возле реки; называли такое дерево гильце. Обгоревший ствол дерева бросали в воду и убегали, чтобы «ведьма не догнала».

### Лечебные и магические травы
Характерная примета праздника Ивана Купалы — многочисленные обычаи и предания, связанные с растительным миром. Зелень использовалась как универсальный оберег: считалось, что она защищает от болезней и эпидемий, сглаза и порчи; от колдунов и ведьм, нечистой силы, «ходячих» покойников; от стихийных молнии, урагана, пожара; от змей и хищных зверей, насекомых-вредителей, червей. Наравне с этим контакт со свежей зеленью осмыслялся и как магическое средство, обеспечивающее плодовитость и успешное разведение скота, домашней птицы, урожайность злаковых и огородных культур.
Считалось, что в этот день лучше всего собирать целебные травы, потому что растения получают от Солнца и Земли большую силу. Некоторые травы собирались ночью, другие днём до обеда, а некоторые по утренней росе. При сборе лечебных трав читали особую молитву (заговор).
Согласно белорусскому поверью, купальские травы максимально целебны, если их собирают «старые и малые», то есть старики и дети — как наиболее чистые (не живущие половой жизнью, не имеющие месячных очищений и т. п.).
С папоротником и цветком Иван-да-марья были связаны особые купальские предания. Названия этих растений фигурируют в купальских песнях.
У славян существовало поверье, согласно которому только один раз в году, в ночь на Ивана Купалу цветёт папоротник. Мифический, несуществующий в природе цветок якобы даёт тому, кто сорвал его и сохранил при себе, чудесные возможности. Согласно поверью, обладатель цветка становится прозорливым, может понимать язык животных, видеть все клады, как бы глубоко в земле они ни находились, а также входить беспрепятственно в сокровищницы, приложив цветок к запорам и замкам (и они должны рассыпаться перед ним), владеть нечистыми духами, повелевать землёй и водой, становиться невидимым и принимать любое обличье.
Одним из главных символов Иванова дня был цветок Иван-да-марья, который символизировал магический союз огня и воды. Купальские песни связывают происхождение этого цветка с близнецами — братом и сестрой — которые вступили в запретные любовные отношения и из-за этого превратились в цветок. Сюжет об инцесте близнецов находит себе многочисленные параллели в индоевропейских мифологиях.

### Защита от нечистой силы
Считалось, что в купальскую ночь оживает и проказит всякая нечисть; что нужно остерегаться «проказ нежити — домовых, водяных, леших, русалок».
Чтобы ведьмы не «отобрали» у коров молоко, русские втыкали освящённую вербу на пастбищах, а на Украине хозяин втыкал осиновые колышки во дворе. С этой же целью в Полесье вешали в хлеву на ворота крапиву, рваные мужские штаны или зеркало. В Белоруссии с помощью осиновых веток и колышков защищали не только скот, но также и посевы, «каб ведзьмы не аднялі спор». Для защиты от нечистой силы принято было также втыкать острые и колющие предметы в стол, окна, двери и т. п. У восточных славян при входе в дом ведьмы и т. п. снизу в стол втыкали нож, чтобы помешать ей выйти из дома. У южных славян считалось, что если нож или ветки боярышника воткнуть в дверь, то это убережёт от вампира или моры[уточнить]. В купальскую ночь восточные славяне в окна и двери домов и хлевов втыкали снаружи косы, вилы, ножи, а также ветки определённых деревьев, защищая «своё» пространство от проникновения нечистой силы (см. обереги).
Считалось, что для того чтобы защитить себя от нападения ведьм, следует класть на пороге и на подоконниках крапиву. Украинские девушки обязательно рвали полынь, так как считали, что её боятся ведьмы и русалки.
В Подолии собирали на Ивана Купалу конопляный цвет («кашку») и рассыпали перед входом в дом, в хлев, чтобы преградить путь ведьме. Чтобы ведьмы не украли их и не поехали на них на Лысую гору (живой оттуда лошадь уже не воротится), нужно запирать лошадей. Белорусы считали, что на Ивана Купалу домовой катается на лошадях и замучивает их.
На Украине и в Белоруссии магические свойства приписывались головешкам из купальского костра. В западном Полесье молодёжь вытаскивала из костра головни, бегала с ними как с факелами, размахивала над головой, а затем забрасывала их в поле «для защиты урожая от нечистой силы».
В Полесье женщину, не пришедшую к купальскому костру, молодые люди называли ведьмой и высказывали в её адрес проклятья, а также дразнили. Для того чтобы узнать и обезвредить ведьму, дорогу, по которой обычно гоняют скот, в купальскую ночь перегораживали ниткой, перепахивали плугом или боронили, пересыпали семенами, муравьями, выливали на неё отвар из муравьёв, считая, что корова ведьмы не сможет перейти через это препятствие.
Согласно славянским поверьям, корень плакун-травы, выкопанный накануне Ивана Купалы, был способен обезвредить чары колдунов и ведьм; с помощью этого корня можно было изгнать бесов из одержимых и бесноватых.

### Молодёжные игры
Игры, как правило, были связаны с любовно-брачной тематикой: «горелки», «пятнашки», «коршун», «целовки», игры с мячом («мячевуха», «в барыши» и др.).

### Ритуальные бесчинства
В купальскую ночь, как и в одну из ночей на зимние святки, у восточных славян часто совершались ритуальные бесчинства молодёжи: крали дрова, телеги, ворота, затаскивали их на крыши, подпирали двери домов, замазывали окна и т. п. Бесчинства в купальскую ночь — южно-русская и полесская традиция.
Среди наиболее характерных действий в полесских описаниях бесчинств упоминаются следующие: крали у соседей и таскали по селу телеги, лодки, сани, переворачивали их (ср. переворачивание возов после погребения); разбрасывали дрова, колоды, жерди, бочки, лестницы; разбирали и раскидывали заборы, колодцы; снимали ворота, калитки; перегораживали всеми этими предметами дорогу, строили из них баррикады; переплетали дорогу нитками, кишками зарезанного барана, перегораживали палками; забрасывали телеги, лодки, сани, лестницы, колоды, бочки, колёса, плуги, бороны, ульи, калитки на крыши домов; закрывали трубу, чтобы дым шёл в хату; подпирали тяжёлыми предметами двери, чтобы хозяева не могли выйти из дома; бросали в колодец ульи, колоды, гладышки, дежу, жлукто, мялку для льна, жерди и т. п.; выводили из хлева скотину, угоняли лошадей. Характер этих действий и прежде всего такие их элементы, как воровство, переворачивание, разбрасывание, разрушение, сжигание, перегораживание дороги и др., не оставляют сомнения в их сакральной функции и заставляют относить ритуальные бесчинства к категории охранительных и очистительных обрядов. Перечень мест, куда относят краденые предметы: на соседние дворы, на улицу, в реку, на кладбище, на крышу, на дерево, на грушу, в огонь, — поразительно близок к локативам в обрядах проводов или изгнания нечистых духов и персонажей (зимы, масленицы, ведьмы, русалки и т. п.).

### Игра солнца
Известно поверье, согласно которому на Ивана Купалу солнце на восходе переливается разными цветами или подпрыгивает, мигает, останавливается и т. п. Чаще всего об этом явлении говорят; солнце играет или скачет; в отдельных традициях также купается, прыгает, танцует, пляшет, гуляет, дрожит, веселится, вертится, кружится, кланяется, меняется, цветёт, красуется (рус.); солнце до венца идёт (полес.).
В некоторых районах Болгарии считается, что на рассвете в Иванов день на небе появляются три солнца, из которых только среднее «наше», а остальные — его братья — светят в другое время и над другими землями.
Сербы называли Иоанна Предтечу Свети Јован Игритељ, поскольку верили, что в этот день солнце останавливается три раза на небе или играет. Поведение солнца в Иванов день они объясняли, ссылаясь на евангельские строки, связанные с рождением Иоанна Предтечи: «Когда Елисавета услышала приветствие Марии, взыграл младенец во чреве её; и Елисавета исполнилась Святого Духа» (Лк. 1:41).

## Церковь о народной обрядности
Празднование новомесячий возжиганием костров и прыжками через них осуждает ещё 65-е правило Трулльского собора (692 год), приводя в пример языческие обряды ветхозаветного царя Манассии. Феодор Вальсамон (XII век) в своём комментарии к этому правилу детально описывает празднование Рождества Иоанна Предтечи в Константинополе:

Вечером 23 июня месяца собирались на морских берегах и в некоторых домах мужчины и женщины, и какую-нибудь первородную девицу убирали как невесту. Затем после пиршества и неистового плясания, после пения и криков, наливали в медный сосуд с узким горлом морскую воду и влагали туда некоторые вещи, принадлежащие каждому из них. Как скоро эта девица получала от сатаны силу давать ответы на вопросы, они с криком спрашивали о чём-нибудь добром, или предвещающем несчастье, а девица, вынув из вложенных в сосуд вещей какую-нибудь наудачу попавшуюся, показывала. Принимая вещь, неразумный владелец ея тотчас же приобретал уверенность, что в будущем ему предстоит благополучие, или неблагополучие. На следующий день с тимпанами и хорами выходили на морские берега, почерпали много морской воды и окропляли свои жилища. И эти неразумные люди делали не только это, но и во всю ночь жгли груды сена, скакали чрез них и демонскою силою ворожили, то есть, гадали о счастье и несчастии, и о другом. Свой путь туда и обратно, здание, в котором происходило волхование, с прилежащими к нему наружными местами убирали коврами и украшали шелковыми тканями и венками из древесных листьев.
Патриарх Михаил III Анхиальский, по словам Вальсамона, приказывал покончить с этими обрядами.
В средневековой Руси обряды и игрища этого дня тоже считались бесовскими и запрещались церковными властями. Так в послании игумена Спасо-Елиазарова монастыря Памфила (1505) к псковскому наместнику и властям обличается «языческое» буйство жителей Пскова в ночь на Рождество Иоанна Предтечи:

зело не престала зде ещё лесть идольская, кумирное празднование, радость и веселие сатанинское… тому (сатане) я(ко)же жертва приносится всяка скверна и беззаконие богомерзкое празднование… стучат бубны и глас сопелий и гудут струны, женам же и девам плескание (ударенье в ладоши) и плясание и главам их накивание, устам их неприязнен кличь и вопль, всескверненые песни, бесовская угодил свершахуся, и хребтом их вихляние и ногам их скакание и топтание.

В «Стоглаве» (сборнике решений Стоглавого собора 1551 года) также осуждается разгул купальских празднеств, который возводится к «эллинскому» язычеству:

Ещё же мнози от неразумения простая чадь православных християн во градех и в селех творят еллинское бесование, различныя игры и плескание против праздника рождества великого Ивана Претечи в нощи и на самый праздник в весь день и нощь. Мужи и жены, и дети в домех, и по улицам обходя, и по водам глумы творят всякими игры и всякими скомрашствы, и песньми сатанинскими, и плясанми, и гусльми, и иными многими виды, и скаредными образовании, ещё же и пьянством.— Стоглав. Гл. 92. Ответ о игрищах еллинскаго бесования
Но, несмотря на однозначное осуждение купальских традиций, поселяне очень стойко держались традиций. Ещё в XVIII веке Никодим (Кононов) писал:

Народ издавна привык и не скоро оставляет эти <купальские> обычаи, а ревностным священникам приходилось терпеть и обиды. Ольшанский, напр., священник Потап чуть не был избит сотником за эту ревность. Наговоры, заговоры, залом колоса, гаданье с сушеною жабою, чтение заговорных волшебных тетрадей даже военными, гадание с родильною младенческою рубашкою, отравы — все это было в большом ходу среди насельников белгородской епархии.
Современные представители Русской Православной Церкви по-прежнему выступают против некоторых обычаев праздника. При этом, отвечая на вопрос о «переплетении» христианского и языческого праздников, иеромонах Иов (Гумеров) выразил мнение:

Вековая живучесть в народе некоторых обычаев дня Купалы не свидетельствует о двоеверии, а скорее о неполноте веры. Ведь сколько людей, никогда не участвовавших в этих языческих развлечениях, склонно к суевериям и мифологическим представлениям. Почвой для этого является наше падшее, поврежденное грехом, естество.
В 2013 году, по просьбе РПЦ, празднование Ивана Купалы и Дня Нептуна было запрещено в Россошанском районе Воронежской области.

## В художественной литературе
«Вечер накануне Ивана Купала» — повесть Николая Васильевича Гоголя из цикла «Вечера на Хуторе Близ Диканьки».
Тема праздника Ивана Купалы занимает особое место в творчестве Сергея Есенина. Этому празднику посвящено стихотворение его «За рекой горят огни», написанное в стиле народной купальской песни, с рефреном «ой, купало, ой, купало» и повторяющейся последней строкой куплета.
С Ивановым днём связано и стихотворение Есенина «Матушка в купальницу по лесу ходила», действие которого происходит как раз в Купальскую ночь (Аграфена Купальница — канун Иванова дня).

## Поговорки и приметы
- «Коли до Ивана просо в ложку, то будет и в ложке» (южн.)[120].
- «На Иван-день жито выколоситься должно, а не заколоситься»[121].
- «Иванов день пришёл, траву собирать пошёл»[122][страница не указана 3255 дней][123].
- «На Ивана Купала появляются светляки»[120].
- «Первый покос. Выходи на косовицу» (южн.)[120].

## Иванов день в других странах
Помимо восточнославянских стран, праздники, подобные Иванову дню, широко известны и празднуются в других, в том числе неславянских странах. В Эстонии — Янов день (эст. Jaanipäev), Латвии — Лиго (латыш. Līgo) и Литве (лит. Rasos ir Joninių diena) эти праздники являются государственными.

## В народном творчестве
- Ой на Івана ой на Купала (укр. Ой на Ивана, ой на Купала) — украинская народная песня.
- Купалинка — белорусская народная песня
- Už kalnelio ežerėlis (лит. за холмом озерце) — литовская народная песня.